# Hutran
Hutran was een Elamitische god. Hij was de zoon van Elamitische oppergod Humban en zijn vrouw Kiririsha.
Er zijn geen tempels of andere religieuze gebouwen bekend waar Hutran vereerd werd.